# 幸福乡 (长春市)
幸福乡，是中华人民共和国吉林省长春市南关区下辖的一个乡镇级行政单位。，位于长春市南部，东邻伊通河、西邻长春高新技术产业开发区、南与永春镇接壤，北依自由大路。面积59.7平方公里。辖6个行政村和9个社区，总人口约为9万人，其中农业人口为2.3万人，非农业人口为6.7万人，现有耕地面积1907公顷。

## 行政区划
幸福乡下辖以下地区：
八一村和红嘴子村。